# Comuna Iakușînți
Iakușînți (în ucraineană Якушинці) este o comună în raionul Vinnîțea, regiunea Vinnița, Ucraina, formată din satele Iakușînți (reședința) și Zarvanți.

## Demografie
Componența lingvistică a satului Iakușînți
     Ucraineană (96,78%)
     Rusă (3,03%)
     Alte limbi (0,14%)
Conform recensământului din 2001, majoritatea populației satului Iakușînți era vorbitoare de ucraineană (96,78%), existând în minoritate și vorbitori de rusă (3,03%).